# Šafer
Šafer je priimek več znanih Slovencev:
- Janez Šafer (1838—1903), botanik